# Bartolomé Sánchez Thomás
Bartolomé Sánchez Thomás (Lerín, Navarra, 1674 – Zaragoza, 9 de septiembre de 1743) fue un maestro organero del barroco español.
Navarro de nacimiento, en 1720 se afincó en Zaragoza donde fundó su propio taller organero y se desempeñaría hasta su muerte. Desde principios del siglo XVIII realizó numerosos trabajos a lo largo y ancho de Valencia, Navarra y Aragón, construyendo nuevos órganos, así como reformando o reparando los ya existentes. Fue uno de los talleres más reconocidos de su época.
Sánchez fue cabeza de una larga estirpe de maestros organeros como Silvestre Thomás Rocaverti (?-1769) y Fermín Usarralde (?-1784), quienes habían casado con sus hijas Rosa y María Teresa, respectivamente. Así como su hijo, Tomás Sánchez (1739-?).
Thomás se haría cargo del taller de Bartolomé Sánchez a la muerte de éste. Usarralde fue padre de los también organeros Miguel (1762-1833) y Gregorio, quienes trabajarían en el mismo taller.

## Obra

### Construcciones (parcial)
- Órgano de la Iglesia parroquial de Bañón (1708)
- Órgano de la Iglesia parroquial de Báguena (antes de 1720)
- Órgano del coreto de la capilla de la Basílica del Pilar (Zaragoza) (1720)
- Órgano de la Iglesia parroquial de Calamocha (1720)
- Órgano de la Iglesia parroquial de Fuentes Claras (1724)
- Órgano de la Iglesia parroquial de Torrelacárcel (1729)
- Órgano de la Iglesia parroquial de Fuentes de Jiloca (1731)
- Órgano de la Iglesia parroquial de La Almunia de doña Godina (1731)
- Órgano de la Iglesia de Santa María (Albarracín) (1732)
- Órgano de la Iglesia parroquial de Ibdes (1732)
- Órgano de la Iglesia parroquial de Almonacid de la Sierra (1733)
- Órgano de la Iglesia parroquial de Cariñena (1734)
- Órgano de la Iglesia parroquial de Villar del Cobo (1737)
- Órgano de la Iglesia de Santo Domingo de Silos (Daroca) (1741)

### Reparaciones/reformas (parcial)
- Órgano de la Catedral de Calahorra (1719) (desaparecido)
- Adaptación a la estética barroca del órgano de la La Seo (Zaragoza) (1720) (desaparecido)
- Reforma del órgano de la Catedral de Tarazona (1731)